# Yoshihide Sasaki
Yoshihide Sasaki (佐々木 喜英 Sasaki Yoshihide?,  Tokio, Japón, 4 de octubre de 1987) es un actor y cantante japonés. En 2010, Sasaki debutó como cantante con el lanzamiento de su primer miniálbum, Spark. En 2012, se unió a la unidad musical "3Peace☆Lovers" junto a Hayato Nikaidō y Ha Min-woo. El trío debutó el 26 de junio de 2012 con el sencillo Virtual Love, el cual se posicionó en el décimo lugar en las listas semanales de Oricon. Sin embargo, el grupo cesó sus actividades en 2013. Desde 2019, Sasaki trabaja como artista independiente.

## Biografía
Sasaki nació el 4 de octubre de 1987 en la ciudad de Tokio, Japón. Asistió y se graduó de la escuela secundaria Clark Memorial International High School y posteriormente de la academia de música Toho Gakuen College of Drama and Music. Comenzó su carrera como miembro de la agencia Toyota Office y debutó como actor en 2003, actuando en la obra teatral Hidamari no Ki. Ganó popularidad en 2008 por su rol de Kuranosoke Shiraishi en la adaptación a musical del manga The Prince of Tennis, papel que interpretó hasta 2010. En 2009, le dio voz al personaje de Alexandrite en el anime Kotatsu Neko, siendo este su debut como seiyū.
Sasaki lanzó su primer miniálbum, Spark, en noviembre de 2010, siendo este su debut como cantante. A finales de 2010, actuó en la obra Pride. En los años siguientes, continuó apareciendo en diversas obras de teatro, musicales, comerciales y películas como Kimi e no Melody, Ishi no Furu Oka, Gangster y Gakudori, entre otros. En febrero de 2011, Sasaki abandonó Toyota Office, tras lo cual se unió a la agencia Sense Up.
En 2012, se anunció la incorporación de Sasaki a una nueva unidad musical llamada "3Peace☆Lovers" junto a Hayato Nikaidō (miembro del grupo α【:alpha】) y el cantante surcoreano Ha Min-woo (miembro de ZE:A). El trío debutó el 26 de junio de 2012 con el sencillo Virtual Love, el cual se posicionó en el décimo lugar en las listas semanales de Oricon. Un segundo sencillo, Love Evolution, fue lanzado el 6 de noviembre, alcanzando el segundo puesto en las listas de Oricon. El tercer y último sencillo del grupo, Illusion / My True Love, fue lanzado el 30 de abril de 2013. El grupo cesó sus actividades más tarde ese mismo año, tras el lanzamiento de su primer álbum homónimo el 25 de junio.
En 2017, le dio voz al personaje de Mitsunari Ishida en el anime Sengoku Night Blood. El 31 de marzo de 2019, Sasaki anunció su salida de Sense Up y desde entonces ha estado trabajando como artista independiente.

## Vida personal
A fines de mayo de 2018, Sasaki se sometió a una operación en la rodilla debido a una lesión que sufrió en octubre de 2017 durante un musical. En marzo de 2019, se anunció que Sasaki tomaría un descanso de sus actividades para recuperarse e ir a rehabilitación.

## Filmografía

### Películas
| Año  | Título                                  | Papel                 | Notas     |
| ---- | --------------------------------------- | --------------------- | --------- |
| 2004 | Horn Head Hero                          | -                     | Rol debut |
| 2004 | Midori no Hikari                        | Hiro                  |           |
| 2010 | Kimi no Merodi E                        | Rin Sakuragi          |           |
| 2011 | Ishi no Furu Oka                        | Shūji Ishikawa        |           |
| 2011 | Gangster                                | Sakurazaka            |           |
| 2011 | Gakudori                                | Susumu Imai           |           |
| 2012 | Bakumatsu Kitan Shinsen 5               | Tsuchimikado Motoharu |           |
| 2013 | Bakumatsu Kitan Shinsen 5 - Kengo Korin | Tsuchimikado Motoharu |           |
| 2014 | Bright Audition                         | Kei Narumiya          | Principal |
| 2019 | Touken Ranbu: The Movie                 | Sōza Samonji          |           |

### Televisión
| Año  | Título                  | Papel           | Notas |
| ---- | ----------------------- | --------------- | ----- |
| 2011 | Shinwa Senshi Giga Zeus | Hayato Ramon    |       |
| 2012 | Fallen Angel            | Hikaru Kitahara |       |
| 2012 | Aozora no Tamago        | Takayuki Sato   |       |
| 2013 | Bussen                  | Sada Tatematsu  |       |

### Anime
| Año  | Título              | Papel            | Notas |
| ---- | ------------------- | ---------------- | ----- |
| 2009 | Kotatsu Neko        | Alexandrite      |       |
| 2017 | Sengoku Night Blood | Mitsunari Ishida | [ 7 ] |